# 丁奉
丁 奉（てい ほう）は、中国の後漢末期、及び三国時代の呉の武将。字は承淵。本貫は揚州廬江郡安豊県。

## 生涯

### 戦場での活躍
若い頃から驍勇であるとして小さな部隊の将となり、甘寧・陸遜・潘璋らの配下に属した。征伐に従軍すると、身に傷を負いながらも毎回のように敵将を斬り、軍旗を奪うなど常に大きな功を挙げ、やがて偏将軍に任じられた。
建興元年（252年）、孫亮が呉の皇帝として即位すると、冠軍将軍・都亭侯に任じられた。
魏の胡遵・諸葛誕らの軍が東興の地に攻撃をかけてくると、諸葛恪がこれを迎撃し、丁奉もその配下として従軍した。諸将は「敵は太傅（諸葛恪）自らが出撃したと知り、我が軍が岸に上がって迎撃すれば、必ずや遁走することでしょう」と楽観論を唱えたが、丁奉はただ一人その見方に異議を唱え、戦う覚悟を持つべきと主張した。
迎撃作戦は行われ、丁奉は唐咨・呂拠・留賛らと共に西方へ進軍したが、諸軍の動きは遅く、魏軍に要地を占拠されることを憂慮した。そこで丁奉は友軍に別の道を取らせつつ、自身は麾下の兵三千を率いて前線へ急行し、徐塘の地に陣を張った。この時、天候は寒く雪も降っており、敵の諸将は酒を飲み、盛んに宴会を開いていた。丁奉は前衛の兵が少ないのを見て取ると、配下の兵に対して言った。「爵位、褒賞をいただくのはまさに今日だ！」。兵たちの鎧を解く代わりに兜と短兵を装備させ、奇襲をかけて、敵の前陣を大破させた。そこに呂拠たちの軍も到着し、魏軍は潰走した。この功で丁奉は滅寇将軍・都郷侯に昇進した（東興の戦い）。
五鳳2年（255年）、魏将の文欽が降伏を申し入れてくると、丁奉は虎威将軍に任じられ、寿春にまで彼を迎えに出ることとなる。この時、文欽を追撃してきた曹珍の軍と高亭の地で交戦するが、丁奉は馬に跨り矛を持ち、敵の陣中へ突入し、数百の首や武具を奪った。この功で安豊侯に進封した（毌丘倹・文欽の乱）。
太平元年（256年）、新たに政権を握った孫綝に反発し、呂拠が兵を挙げると、丁奉は孫綝の命を受け、孫憲・施寛らと共に江都へ軍を進めた。後に呂拠は新州の地で捕らえられた。
太平2年（257年）、魏の諸葛誕が寿春で反乱し、呉への降伏を申し入れてきた。丁奉はその包囲を切り崩すよう命じられると、先陣となって力戦し、功を挙げ、左将軍に昇進した（寿春三叛#諸葛誕の乱）。

### クーデターや新帝擁立に参画
新帝として即位した孫休は、腹心の張布と共に、孫綝の誅殺を画策した。張布は「丁奉は事務的能力はありませんが、巧みに計略を巡らす実行力には優れた人物です」として、丁奉を計画に加えるよう推挙した。孫休は丁奉を呼び寄せ、孫綝打倒の意向を打ち明けた。丁奉は孫綝一族の力を警戒し、祭りの日に群臣たちが集まる機会を利用し、孫綝を捕らえて誅殺するよう進言した。この進言が容れられ、永安元年12月8日（259年1月18日）、会合の場で張布と丁奉が目配せすると、左右の者によって孫綝は捕縛され、後に処刑された。この功で丁奉は大将軍・左右都護に昇進した。
永安3年（260年）、仮節・領徐州牧に任じられた。永安6年（263年）、魏が蜀漢の征伐に向かうと、丁奉は蜀を救うための牽制として、諸軍を率い寿春に向かった。しかし蜀が降伏したため、丁奉らは退却した（蜀漢の滅亡）。
永安7年（264年）、孫休が崩御すると、丁奉や濮陽興らは万彧の言に従い、新帝として孫皓を擁立した。この功により右大司馬・左軍師に任じられた。
宝鼎元年12月（267年年始）、陸凱が丁奉・丁固と謀り、孫皓が廟に拝謁する機を狙って、彼を廃位するクーデターを画策した。しかし孫皓護衛の任に当たる留平が参画を拒否した一方、これを口外することもなかったため、クーデターは実施も発覚もすることなく終わった。
宝鼎3年（268年）、西晋の支配地である合肥の攻撃を命じられる。丁奉は晋の大将である石苞に偽りの手紙を送り、晋の内部に疑惑を起こし、石苞を召還させる功を挙げた。建衡元年（269年）、人々を指揮して徐塘の陣地を整備し、晋の穀陽へと攻撃をかけた。しかしこの軍事行動は穀陽の民たちの知るところで、彼らは既に引き払っており、丁奉には何も得るところがなかった。孫皓は怒り、丁奉の導軍を斬った。
建衡3年（271年）に丁奉は死去した。
丁奉は功を挙げ、身分が上がるに連れて驕矜していった。ある者が丁奉について讒言すると、孫皓は彼の死後、以前の軍事行動の失敗を問題にして、丁奉の家族を臨川郡へ移住させた。また『晋書』五行志下によるとこの際に、子の丁温が誅殺されたという。弟の丁封は後将軍の官に上ったが、丁奉よりも先に没した。

## 墓
丁奉とその家族の墓は南京市鼓楼区幕府山南麓五佰村にあり、2019年以降南京市考古研究院による発掘調査が行われたが保存状態が良好で当時の文化を現代に伝える発見とされている。2025年の1月に行われた第4回目の発掘調査では16点の高さ20㎝程度の騎馬俑が発見され、それらにはあぶみがあることが確認された。これは中国におけるあぶみの最古の記録である。それまでの最古の鐙は中国南部の湖南省長沙市金盆嶺にある西晋時代の墓地から出土した陶俑が付けていた302年ものであり、丁奉墓のものは丁奉の没した271年までさかのぼることができる。

## 三国志演義など
小説『三国志演義』では、孫権が呉の国主となったときに集まった将軍の一人として名が挙がる。赤壁の戦いの時には、周瑜の部将として徐盛と共に登場し、東南の風を吹かせることに成功した諸葛亮の殺害や、孫夫人との婚姻のため呉を訪問した劉備の捕縛を命じられるが、いずれも失敗している。魏が侵攻してきたときには、徐盛の副将としてこれを迎え撃ち、張遼を射殺するという武功を挙げている。孫権の死後は、呉を代表する将軍の一人として活躍する。
民間伝説ではつぶての名手とされる。諸葛亮が丁奉らの元から逃げる際、腰に提げていた袋の中から鉄のつぶてを取り出して、諸葛亮の船の帆柱に照準を合わせて腕を振り上げると、空気を引き裂くような音がして、黒い塊が帆柱の先目掛けて飛んでいき、帆を引っ張る滑車に命中し、帆が落ちて諸葛亮の部屋の上に覆い被さった。趙雲は慌てて槍先でその帆を除けて諸葛亮を救い出し、船を捨て岸に上がると東南の方向に逃げていった、という話がある。今でも廟に祭られている丁奉の像には、ふたつの鉄のつぶてが握られている。